# 完顏宗道
完顏宗道，本名八十，上京司屬司人，金景祖第八子隋國公阿離合懣次子太尉斡論的少子。
完顏宗道通曉《周易》、《孟子》，善於騎射。大定五年（1165年），充閤門祗候，累進除近侍局使。
當時右丞相烏古論元忠、左衛將軍僕散揆等時常集會並有所竊議，完顏宗道即密奏他所聽聞因而得到金世宗的嘉許，授職右衛將軍，出為西南路副招討。章宗即位後，改任同知平陽府事。當時的陝西路副統軍、左宣徽使移刺仲方推舉完顏宗道代替他，除西北路招討使。宗道因辭受諸部賀馬八百餘匹，諸部悅服，邊境得以順治。其後宗道被提升為刑司察廉，召入朝為殿前右副都點檢。尋除陝西路統軍使，以鎮靜得軍民心，特別升遷三階，兼任主管京兆府。當時夏天提早來臨，俾長安令取太白湫水，步迎於遠郊，到達城後降雨。當年因此大豐收，人民以為因宗道精意所感，特而刻在石上以紀錄他的功績。
承安二年（1197年），完顏宗道為賀宋正旦使，再授職河南路統軍使。泗州民張偉捕獲宋人王萬言彼界事情，宗道懷疑有冤情，乃訪查到實情。王萬為楚州商人，張偉欠下王萬貨五千餘貫，三年亦沒有償還，王萬因而索還，因而為張偉所誣陷。乃將張偉定罪而將王萬放歸，當時的人佩服他的英明。其後乞求至仕，朝廷知非本心，改為主管河中府，任內有惠政，民眾立他的像於層觀中，不時祭祀。移職主管臨洮，因病而解職。泰和四年（1204年），完顏宗道逝世，贈為龍虎衛上將軍。

## 延伸阅读
[在维基数据编辑]
 《金史·卷73》，出自脱脱《遼史》